# Georg Gustaf Wrangel af Ludenhof
Georg Gustaf Wrangel af Ludenhof, född 17 september 1662 i Reval, död 14 september 1733 i Koik, var en svensk militär.

## Biografi
Georg Gustaf Wrangel af Ludenhof föddes 1662 i Reval. Han var son till Herman Wrangel. Wrangel arbetade som fänrik i kejserlig tjänst, sedan löjtnant och därefter kapten. Han tog avsked 9 november 1685 och blev sedan kapten vid svensk trupperna i Holland. Wrangel blev 2 maj 1701 major vid Estländska Jerwiska lantmilisregementet och blev 15 juni 1701 överstelöjtnant vid regementet. Han blev 18 december 1703 överstelöjtnant och chef för niggenska lantmilisregementet. I juli 1704 togs han tillfånga vid Dorpat. Han blev 1714 lantråd i Livland och 1733 i Estland. Wrangel avled 1733 på Koik.

### Egendom
Wrangel ägde Brackelshof i Bartholomaei socken och Rösthof i Teals socken, Tolsburg i Haljalls socken, samt Nömkül och Koik i Ampels socken.

### Familj
Wrangel gifte sig första gången 17 mars 1686 i Reval med friherrinnan Agnes Elisabet von Fersen (född 1667), dotter av överstelöjtnanten Herman von Fersen och Catharina von Funcken. De fick tillsammans barnen Herman Gustaf Wrangel (1686–1724), översten Carl Johan Wrangel (1688–1742), hakenrichtern Hans Wrangel (1690–1754) och Augusta Helena Wrangel (född 1702).
Wrangel gifte sig andra gången med Sabina Sidonia von Paykull (1677–1714), dotter till generalfälttygmästaren Rembert von Paykull och friherrinnan Helena von Yxkull-Gyllenband. Sabina Sidonia von Paykull var änka efter översten Gustaf Adolf Mellin. Wrangel och von Paykull fick tillsammans barnen godsägaren Georg Gustaf Wrangel (1711–1783) och godsägaren Gerhard Johan Wrangel (1712–1777).
Wrangel gifte sig tredje gången 18 juli 1715 med Elisabet Margareta von der Pahlen (1660–1743), dotter till lantrådet Gustaf von der Pahlen och Barbara Gertrud von Ermes. Elisabet Margareta von der Pahlen var änka efter ryttmästaren Johan Georg von Mohrenschildt.